# 卡拉寶山
卡拉寶山，位於台灣花蓮縣秀林鄉富世村，山頂海拔2,397公尺，為台灣小百岳之一。該山峰地處中央山脈畢祿山南峰東南支稜上，山頂立有二等三角點1448號。
卡拉寶山登山口位於中部橫貫公路碧綠神木旁。